# Indicatif régional 940

Carte de l'État du Texas avec les territoires de ses indicatifs régionaux. L'indicatif régional 940 est en blanc.

L'indicatif régional 940 est l'un des multiples indicatifs téléphoniques régionaux de l'État du Texas aux États-Unis.
Cet indicatif dessert les régions de Wichita Falls et de Denton.
La carte ci-contre indique en blanc le territoire couvert par l'indicatif 940.
L'indicatif régional 940 fait partie du plan de numérotation nord-américain.

## Comtés desservis par l'indicatif
Archer, Baylor, Childress, Clay, Cooke, Cottle, Denton, Foard, Grayson, Hardeman, Haskell, Jack, Knox, Montague, Palo Pinto, Parker, Stonewall, Throckmorton, Wichita, Wilbarger, Wise et Young

## Villes desservies par l'indicatif
Alvord, Archer City, Argyle, Aubrey, Bellevue, Benjamin, Bluegrove, Bowie, Boyd, Bridgeport, Bryson, Burkburnett, Byers, Cee Vee, Chico, Childress, Chillicothe, Corinth, Crowell, Decatur, Dennis, Denton, Electra, Era, Forestburg, Gainesville, Gordon, Goree, Graford, Graham, Greenwood, Harrold, Haskell, Henrietta, Holliday, Iowa Park, Jacksboro, Jermyn, Justin, Kamay, Knox City, Krum, Lantana, Lake Dallas, Lindsay, Loving, Megargel, Millsap, Mineral Wells, Mingus, Montague, Muenster, Munday, Myra, Newark, Newcastle, Nocona, O'Brien, Oklaunion, Old Glory, Olney, Palo Pinto, Paradise, Perrin, Petrolia, Pilot Point, Ponder, Poolville, Quanah, Ringgold, Rochester, Rosston, Rule, Saint Jo, Sanger, Santo, Scotland, Seymour, Sheppard Air Force Base, Slidell, South Bend, Sunset, Tell, Throckmorton, Tioga, Valley View, Vernon, Weinert, Whitt, Wichita Falls, Windthorst et Woodson